# Johann Gottfried Heinitz
Johann Gottfried Heinitz (* 22. Oktober 1712 in Lauban; † 25. Dezember 1790 in Löbau) war ein deutscher Pädagoge und Kirchenlieddichter.

## Leben
Heinitz studierte ab dem 14. April 1731 zunächst an der Universität Leipzig und wechselte an die Universität Wittenberg, wo er 30. April 1735 den akademischen Grad eines Magisters der Philosophie erwarb. 1736 wurde er Konrektor der Schule in Cottbus.
Im Folgejahr ging er als Rektor der städtischen Lateinschule nach Kamenz, wo er als Kind der Aufklärungsperiode versuchte, die Schule im Sinne der Zeit umzugestalten. Dazu wollte er neue Lehrbücher einführen und stellte einen neuen Lehrplan auf. Jedoch erreichte er nicht viel, zumal er sich mit seinen Neuerungen auch den Unwillen des Bürgermeisters zuzog.
Aus Kamenz vertrieben ging Heinitz sechs Jahre später, im April 1743 als Rektor an das  Lyzeum in Löbau. Er verfasste viele Musiktexte für das Kirchengesangbuch von Löbau. Berühmte Schüler von ihm waren unter anderem Gotthold Ephraim Lessing und Christlob Mylius.

## Werkauswahl
1. Progr. de Pedantismo et Galantismo. Camenz 1737
2. Progr. de credulitate, verae eruditione contraria. Kamenz 1737
3. Progr. wie ein jeglicher Mensch natürlicher Weise nach gewissen Zwecken handeln und sich glücklich zu machen sucben solle. Kamenz 1759
4. Progr. de eo, quod parentes influant in liberorum sortes et mores. Kamenz 1759
5. Progr. dass die Schaubühne eine Schule der Beredsamkeit sey. Kamenz 1740
6. Progr. de limitibus veritatum non insuper habendis. Kamenz 1741
7. Progr. von der Beherrschung seiner selbst. Kamenz 1741
8. Progr. zum Gregorius-Actus. Kamenz 1742
9. Progr. An et quatenus philosophia in scholis gyninasiisque sit tradenda? Löbau 1743
10. Ein schneller Tod, als eine unerkannte Wohlthat Gottes; eine Parentation. Löbau 1743
11. Progr. zum Gregorius-Schulfeste, welches in seinen Aufzügen den Sieg über die Eitelkeit vorstellen soll. Löbau 1744
12. Progr. de eo, quod ridiculum est in philosophiae sectatoribus. Löbau 1745
13. Progr. Es muss keine Wahrheit so niedrig und verächtlich seyn, dass sie nicht zu ihrer Zeit ihren guten Nutzen hätte. Löbau 1745
14. Progr. von der Wichtigkeit eines Lehrers, in den untersten Klassen. Löbau 1746
15. Progr. de imitatione stulta. Löbau 1743
16. Progr. de iis, quae medico sunt in arte sua ad colendam religionem et virtutem incitamento. Löbau 1749
17. Progr. de mediocritate in litterarum studiis. Löbau 1752
18. Progr. von der Pflicht der Eltern, die Lehrer der Schule in ihrem Amte zu unterstützen. Löbau 1752
19. Progr. de nimio emergendi studio. Löbau 1754
20. Progr. de variis, .quibus iucurii scholarum aluumi uti solent perfugiis. Löbau 1755
21. Progr. de causis quare in contemtum aliorum saepius incurrant eruditi. Löbau 1756
22. Progr. von der Pflicht eines Lehrers, seinen Untergebenen richtige Satze von Ehre und Redlichkeit beyzubringen. Löbau 1760
23. Progr. von der Notwendigkeit des Unterrichts. Löbau 1761
24. Progr. die Bearbeitung des Willens junger Leute, als eine unumgängliche u. zugleich schwere Pflicht der Schullehrer. Löbau 1762
25. Progr. Zum Huldigungsactus. Löbau 1769. fol.
26. Progr. vom guten Geschmack in den Wissenschaften. Löbau 1770
27. Trauerrede auf Frau E. C. Segnitz u. s. w. Löbau 1770
28. Progr. de iis, quae solari praeceptorem senio confectum solent. Löbau 1774
29. Progr. von den Klagen über die verderbte Kinderzucht. Löbau 1775
30. Progr.  von dem philosophischen oder vielmehr unphilosophischen Stolz dererjenigen, die sich auf eine vorzügliche Art Weise nennen. Löbau 1779